# 赫拉尼奇内
48°5′38″N 35°47′56″E / 48.09389°N 35.79889°E
赫拉尼奇內（烏克蘭語：Граничне）是位於烏克蘭東南部的村莊，由扎波羅熱州扎波羅熱区的新米科萊夫卡市鎮負責管轄。該村分別距離新赫里霍里夫卡0.5公里和奧列克西伊夫卡1公里，面積3.75平方公里，海拔高度149米，2001年人口60。